# Nils Hellström (läkare)
Nils Enoch Hellström, född 3 januari 1877 i Kristianstad, död 31 maj 1941, var en svensk läkare och generaldirektör. Han var bror till författaren Gustaf Hellström. 
Hellström blev i Lund medicine kandidat 1898 och medicine licentiat 1901. Han var amanuens och underläkare vid Lunds länslasarett 1901–1906, t.f. överläkare vid Falu länslasaretts kirurgiska avdelning 1906–1907, lasarettsläkare i Söderköping 1907–1915, i Eskilstuna 1916–1919, i Norrköping 1919–1928 samt var generaldirektör och chef för Medicinalstyrelsen 1928–1935. 

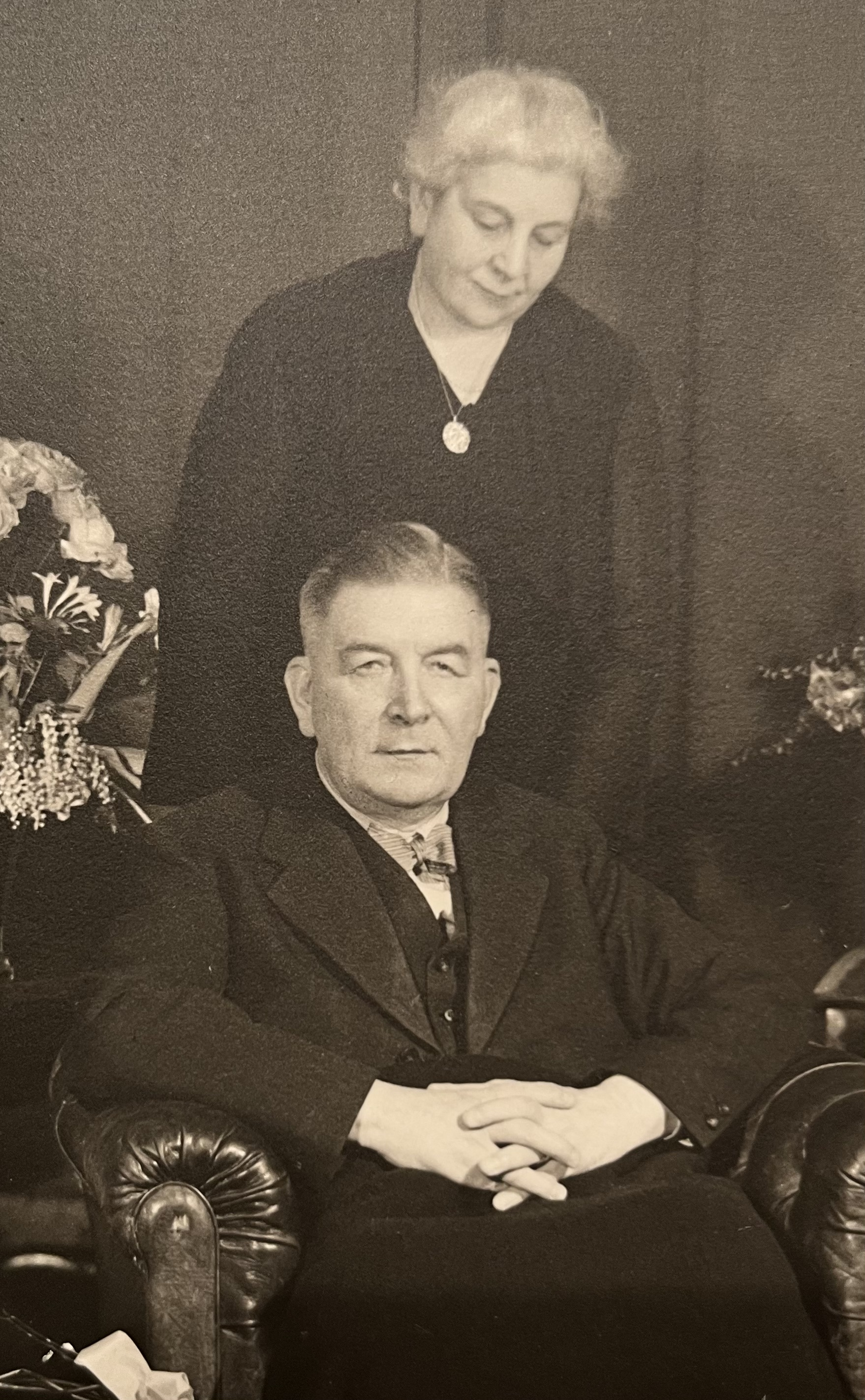
Nils Hellström med hustrun Märta. Fotografiet är taget 4 januari 1937, dagen efter Nils 60-årsdag. (Länk till hela bilden)

Hellström var ledamot av 1919 års kommitté för socialförsäkringens organisation och vice ordförande i styrelsen för Försäkrings-AB Fylgia 1928. Han författade 1902–1921 ett flertal uppsatser i svenska och tyska medicinska facktidskrifter. Han blev medicine hedersdoktor vid Lunds universitet 1918. Hellström är begravd på Östra begravningsplatsen i Kristianstad.